# Museumspark Rüdersdorf
Der Museumspark Rüdersdorf ist ein großes Freilicht-Industriemuseum in Rüdersdorf bei Berlin. Er dokumentiert die Gewinnung und Verarbeitung von Kalkstein aus den Rüdersdorfer Kalkbergen. Der Museumspark umfasst heute eine Fläche von 17 ha und bietet Einblicke in die bewegte Industriegeschichte Rüdersdorfs. Neben Baudenkmälern aus dem 17. bis hin zum 20. Jahrhundert, wie beispielsweise die Schachtofenbatterie und die Rumfordöfen, bietet der Park unter anderem die Möglichkeit, geführte Touren in den aktiven Tagebau zu unternehmen.

## Museumseinrichtungen

Otto-Torell-Haus – Geologische Ausstellung

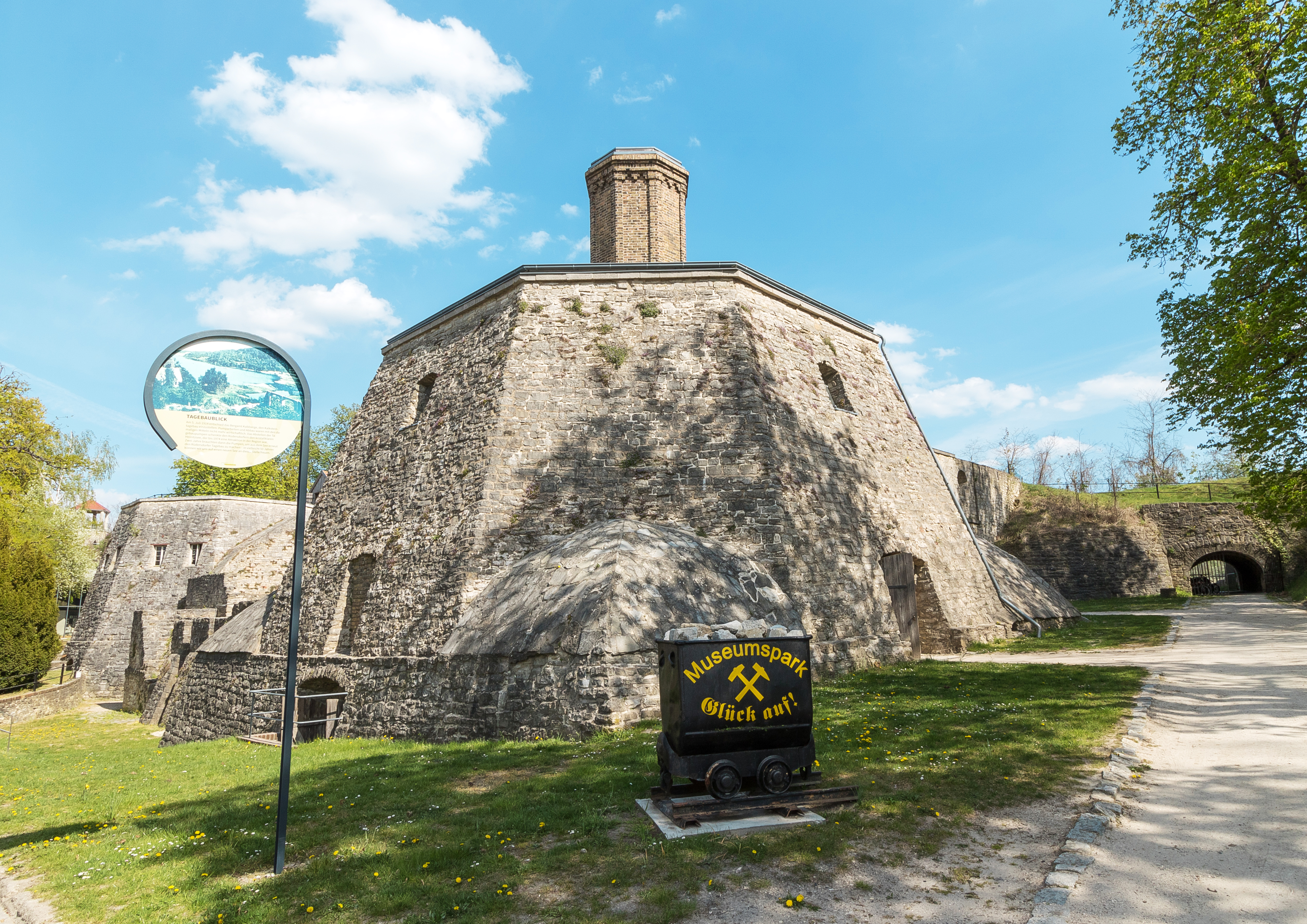
Rumfordöfen im Museumspark

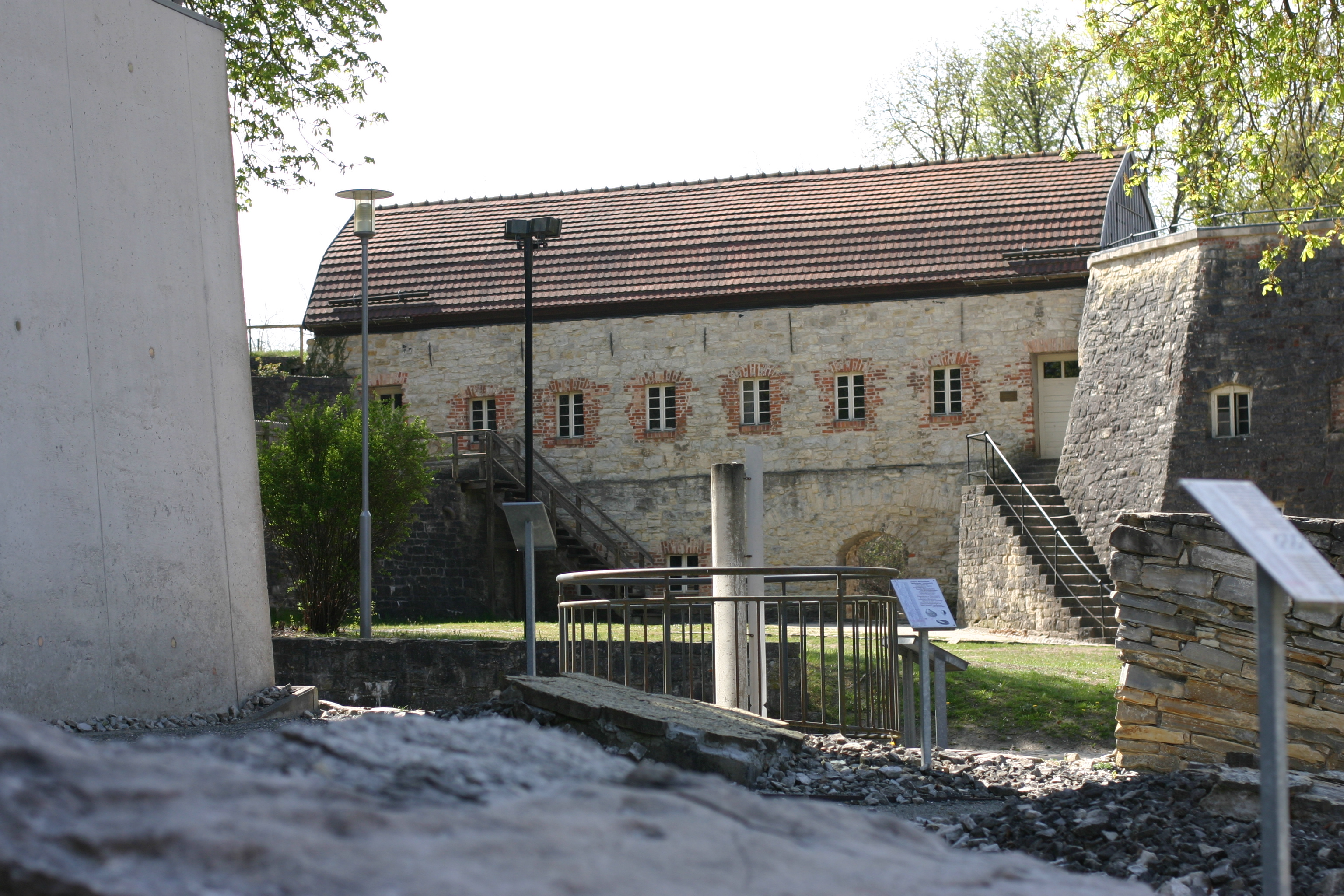
Bohlenbinderhaus

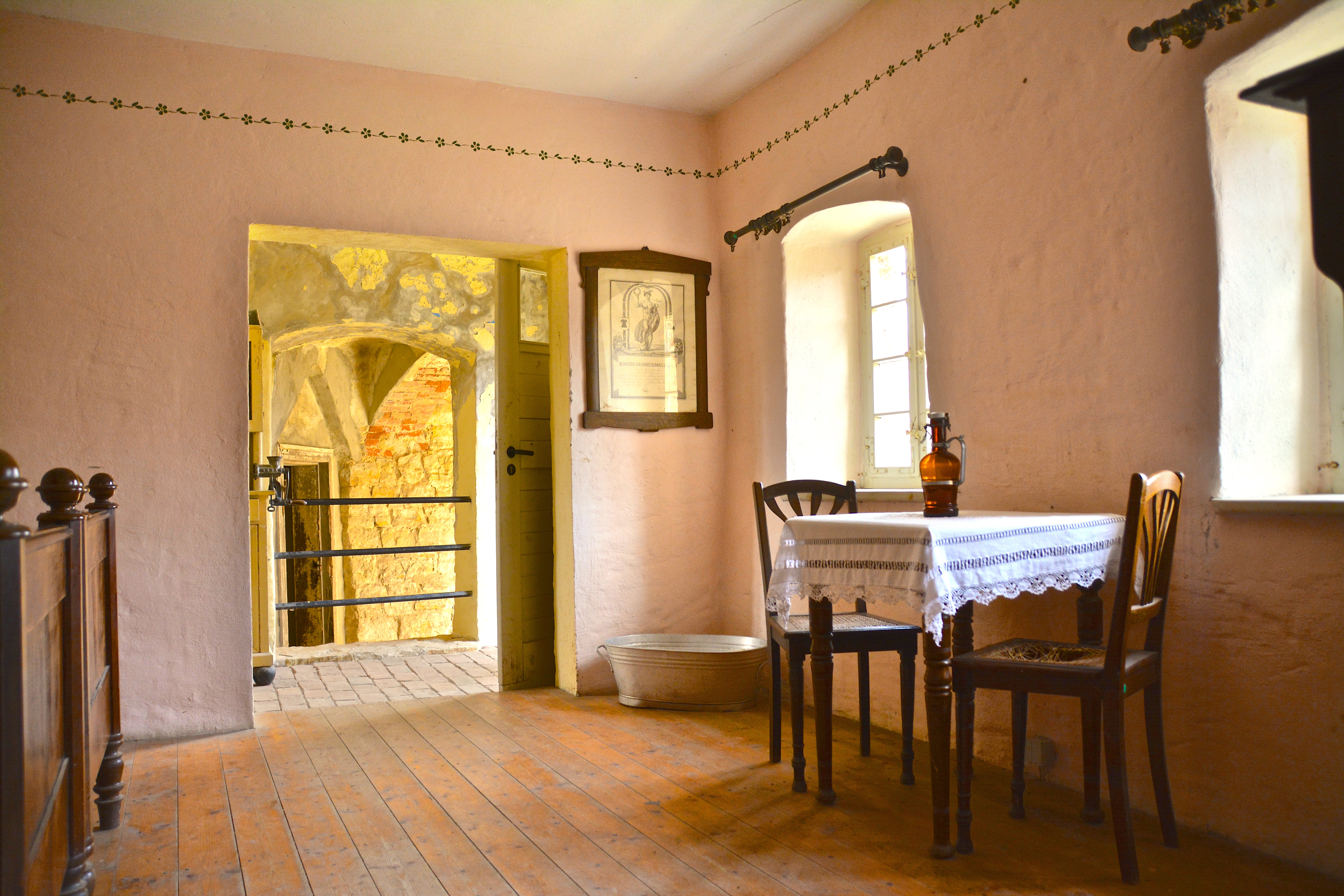
Wohnung im Bohlenbinderhaus

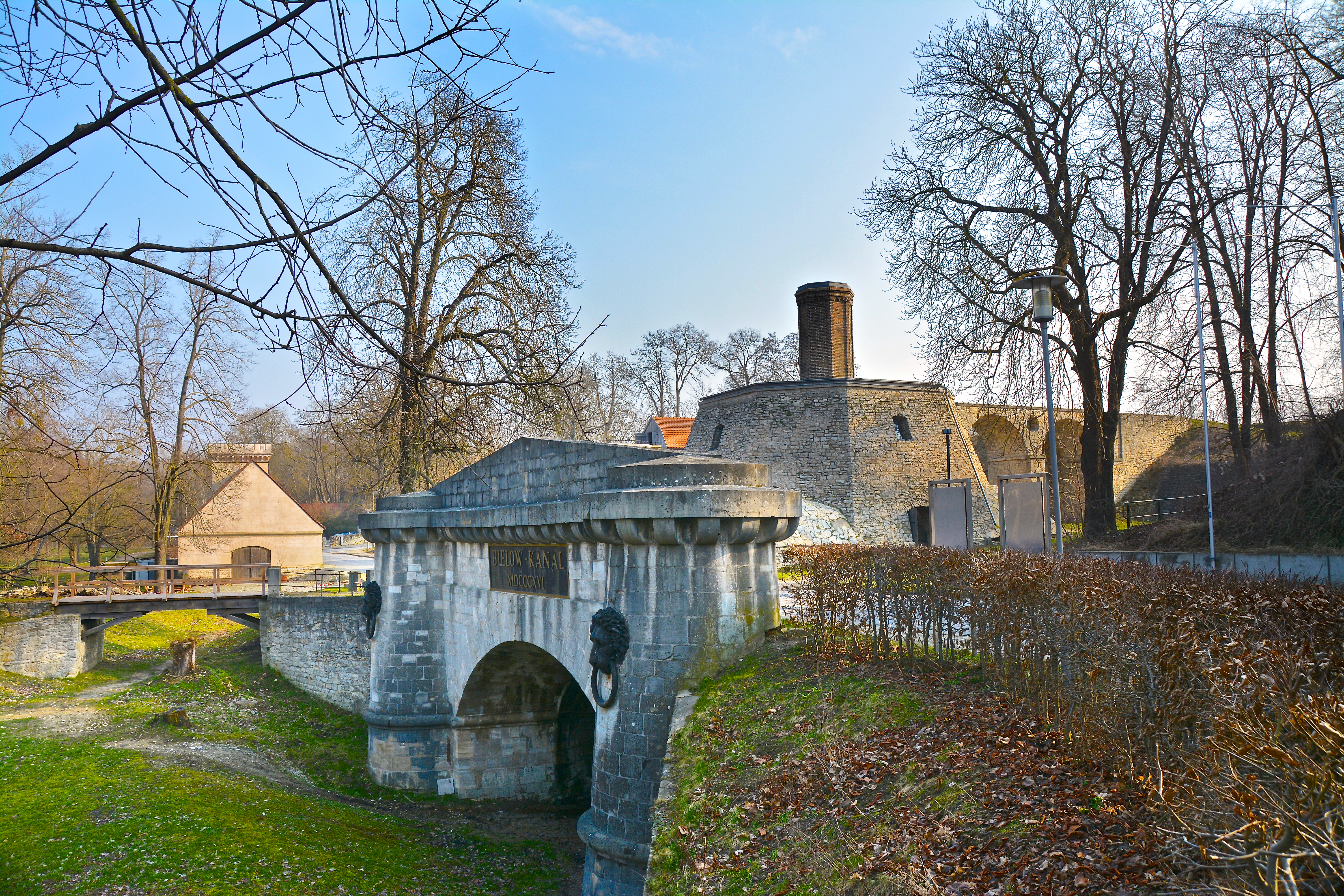
Bülow Portal

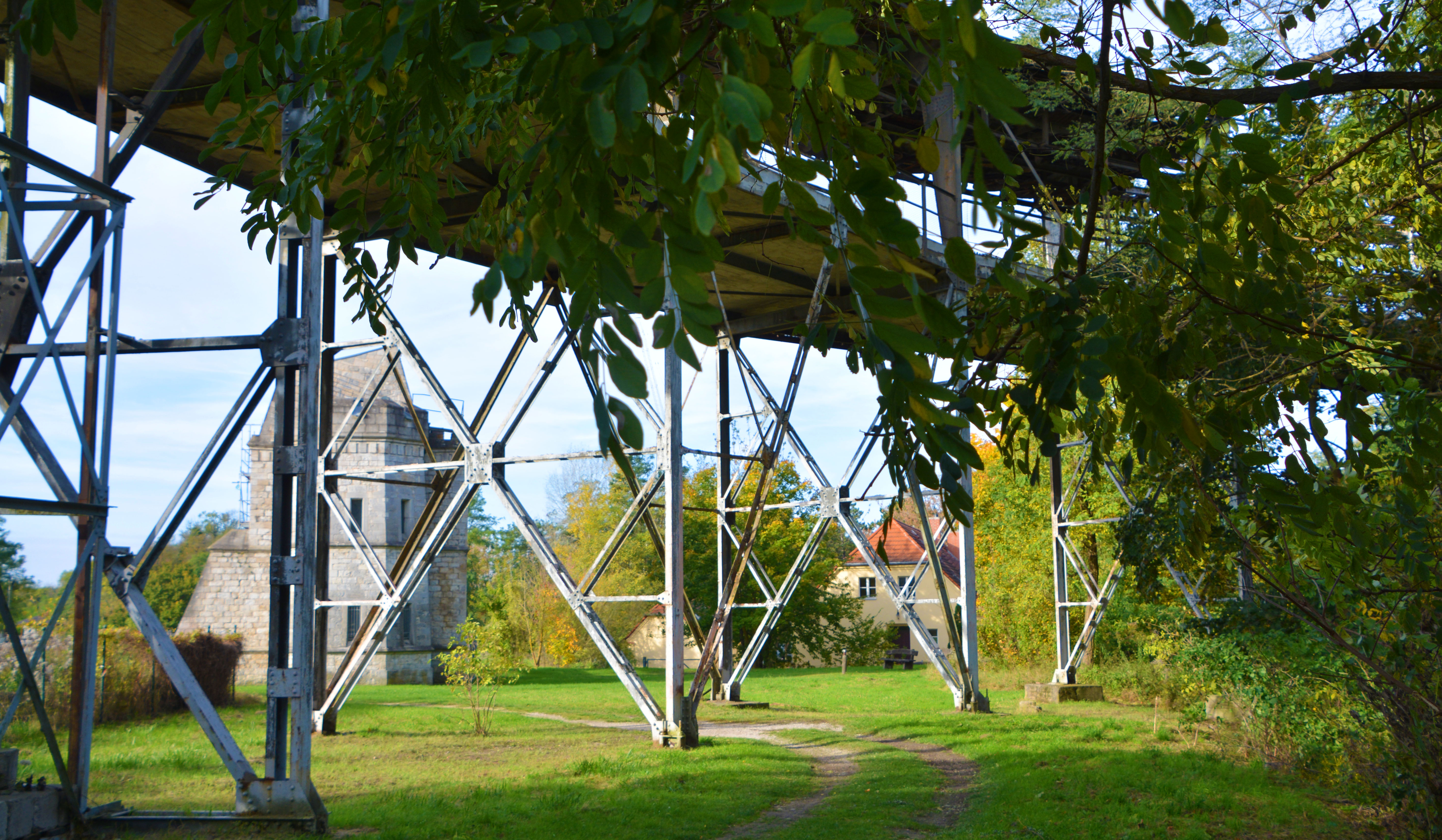
Seilscheibenpfeiler und Seilbahn-Umlenkstation

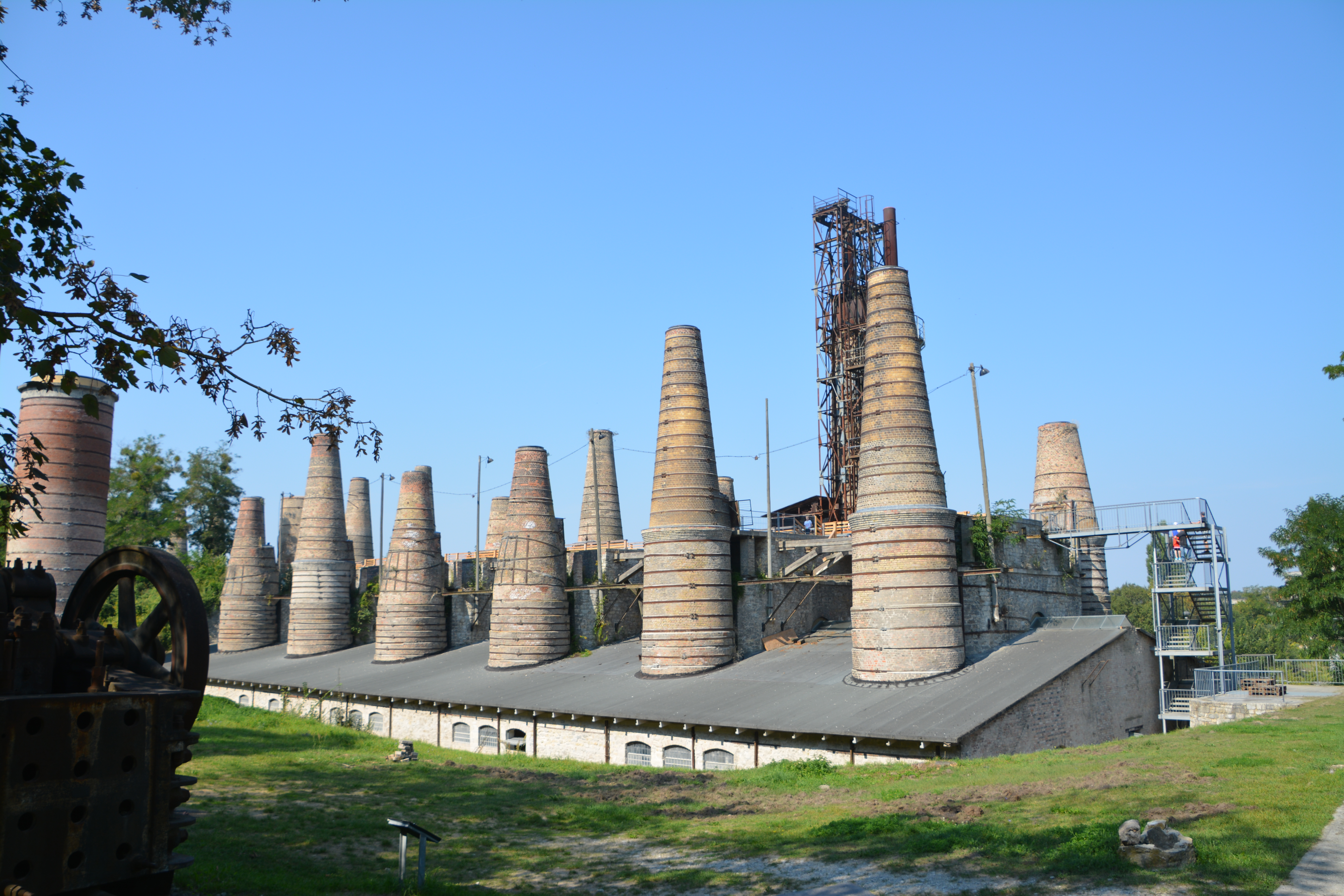
„Kathedrale des Kalks“: Die Schachtofenbatterie im Museumspark Rüdersdorf

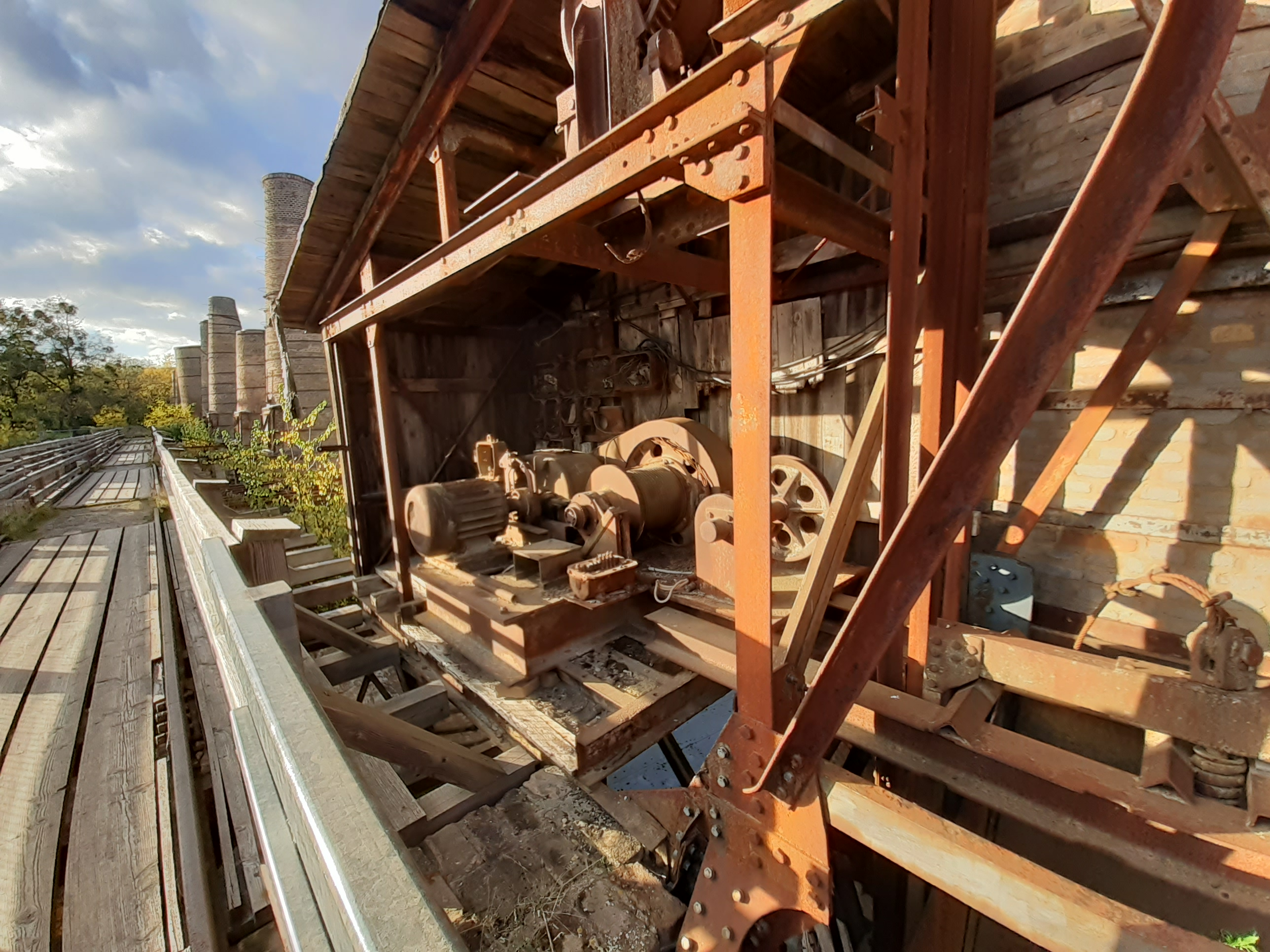
Detail der Schachtofenbatterie

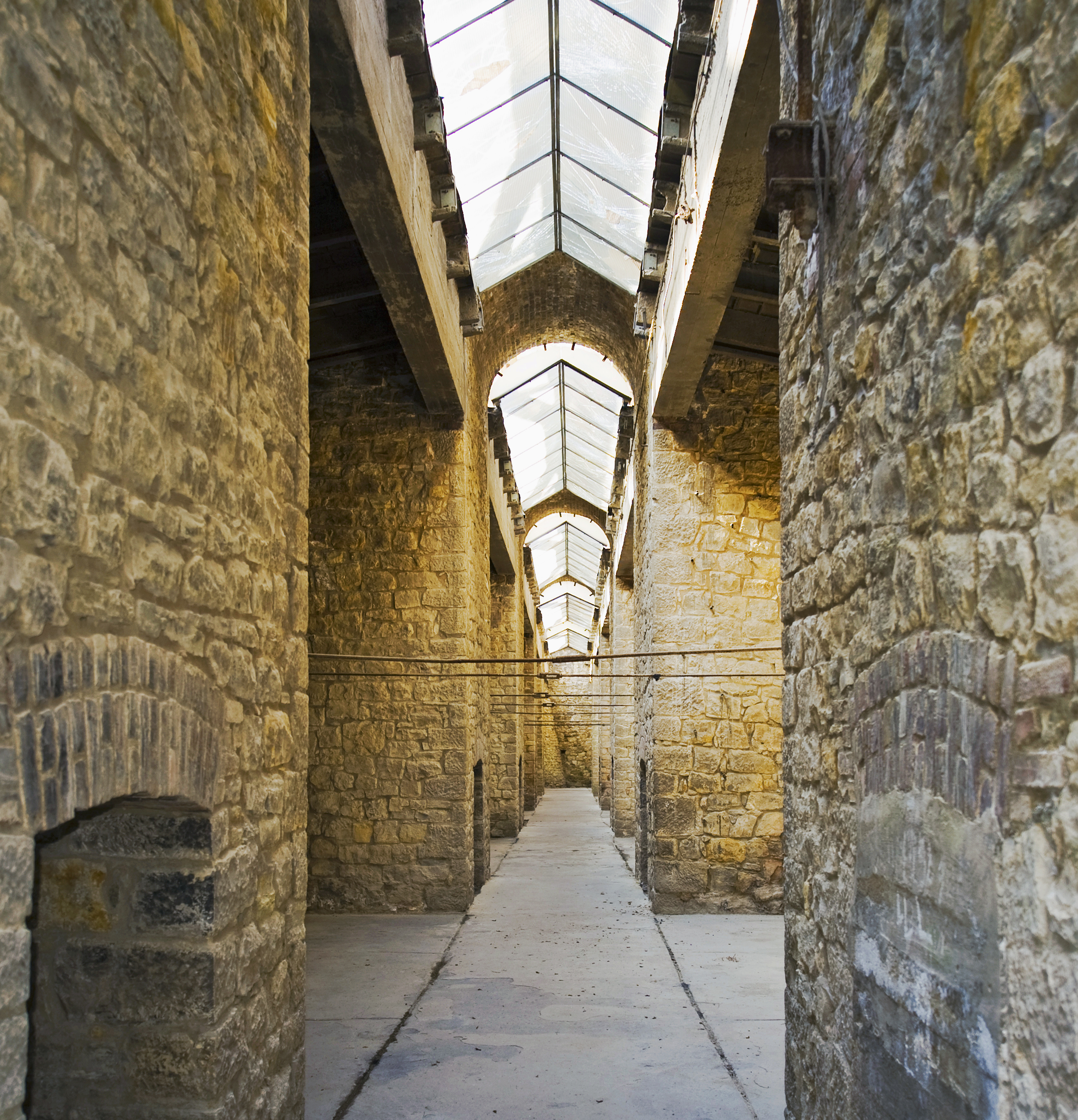
Die Kathedrale des Kalks – Schachtofenbatterie Innenraum

### Otto-Torell-Haus
In der geologischen Ausstellung des Museumsparks im Otto-Torell-Haus lässt sich anhand zahlreicher Ausstellungsstücke die erdgeschichtliche Entwicklung des Rüdersdorfer Kalksteins und die Entwicklung des daraus entstandenen Tagebaus nachvollziehen. Vor der Ausstellung befindet sich der „Jubitz-Stein-Erlebnispark“, der auf Wirken von Karl-Bernhard Jubitz entstand und der über 245 Mio. Jahre Erdgeschichte veranschaulicht. Hier befindet sich auch eine Bohrkernnachbildung mit zugehöriger Zeitachse.

### Kalkscheune
Die Kalkscheune, ein ehemaliges Lager für den gebrannten Kalk mit Grundmauern aus dem Jahre 1665, ist mittlerweile zur Museumsgastronomie umgestaltet worden. Das Dachgeschoss beherbergte damals die Wohnung des Kalkbrennmeisters und wird heute unter anderem durch das Rüdersdorfer Standesamt als Eheschließungsraum genutzt.

### Kammerofen
Die zwei, teilweise noch erhaltene Kammeröfen am Museumseingang, wurden 1666 errichtet und als Kalkbrennöfen genutzt. Sie dienten als Maßstab und Vorbild für die nachfolgenden Brennmodelle. Problematisch war dabei jedoch die fehlende Möglichkeit der Temperaturkontrolle. War der Kalk nach 48 stunden nicht durchgebrannt, musste der Ofen erneut erhitzt werden. Auch war das Endprodukt mit der Asche des Brennmaterials vermischt. Das ständige Abkühlen und Aufheizen des Ofens führte zu Rissen im Mauerwerk und machte häufige Reparaturen nötig. Weitere Nachteile waren der saisonale Betrieb vom Frühjahr bis in den Spätherbst sowie die Befeuerung mit Brennholz.

### Rumfordöfen
1804 wurden die Kammeröfen durch leistungsfähigere Rumfordöfen ersetzt. Diese waren von Benjamin Thompson Graf von Rumford erfunden worden und wurden in Rüdersdorf weiterentwickelt. Revolutionär dabei war, dass die Brennkammer vom eigentlichen Ofenschacht getrennt war, was eine hohe Güte des gebrannten Kalks erzeugte. Nach 1871 genügten diese Öfen den gestiegenen Anforderungen jedoch nicht mehr und wurden durch leistungsfähigere Großanlagen ersetzt. Heute stehen noch zwei der ehemals fünf Rumfordöfen.

### Bohlenbinderhaus
Das Bohlenbinderhaus wurde 1817 erbaut. Unter dem Dach wurde der Kalkstein auf der sogenannten Beschickungsebene vom Steinbruch zum Kalkofen transportiert. Um den damals herrschenden Wohnungsmangel für die Bergarbeiter zu lindern, wurden zwei Wohnungen in die Brücke eingebaut. Für die Bohlenbinderkonstruktion des Daches wurde weniger Holz benötigt als bei den damals üblichen Dächern. Heute sind nur noch wenige dieser arbeitsaufwändigen Konstruktionen erhalten.

### Kanalbauten

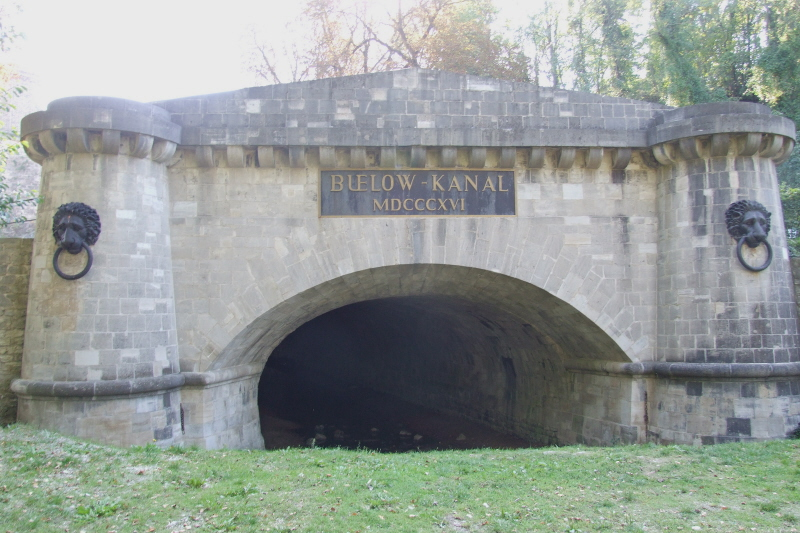
Tunnelmund des Bülowkanals

Schon während den Vermessungsarbeiten der Kalkbrüche kam die Idee auf, schiffbare Kanäle einzuziehen, um die Steinbrüche mit dem Wasserstraßennetz Spree-Havel zu verbinden und die Transportwege dadurch zu verkürzen. 1804 wurde der erste Kanal nördlich des Mühlenfließ’ in das Kalksteinlager fertig und erhielt den Namen „Heinitzkanal“. Er war 113 Meter lang, 5 Meter breit, gewölbt und aus Kalkstein gemauert. Daneben verlief eine 1,25 Meter breite Treidelbahn, auf der gewöhnliche Oder- und Spreekähne den Bruch befahren konnten. Das Besondere an diesem Kanal war die Untertunnelung des anstehenden Kalkgebirges. Er beherbergt heute die Vereinsräume des Rüdersdorfer Bergbauvereines.
Der verstärkte Abbau im Heinitzbruch führte 1815 dazu, dass ein weiterer Kanal („Bülowkanal“) vom Mühlenfließ in den offenen Heinitzbruch gebaut wurde. Dieser war bei seiner Fertigstellung 1816 180 Meter lang und 7,50 Meter breit. Das Eingangsportal im Stil der Revolutionsarchitektur – auch „Bülowportal“ genannt – wurde von Johann Gottlieb Schläzer gestaltet, die Löwenköpfe sind eine Arbeit der Königlichen Eisengießerei Berlin. Das Portal ist noch heute im Museumspark zu besichtigen und steht unter Denkmalschutz.
1821 wurden beide Kanäle vereinigt.
1827 wurden die Kanalarbeiten an der entgegengesetzten Seite des Heinitzkanals beendet. Der dort entstandene „Redenkanal“ mit einer Länge von 223 Metern und einer Breite von 8,47 Metern ging dank seines prächtigen Eingangsportals im Osten mit Büsten dreier Preußen-Könige (aus der Werkstatt von Christian Daniel Rauch), sowie derer Friedrichs Anton von Heinitz und Friedrichs Wilhelm Graf von Reden (von Theodor Kalide) in die Kunstgeschichte ein (Portal heute übererdet).
Durch den Bau einer Eisenbahnverbindung bis an die Bruchkante des Tagebaus im Jahr 1869, verloren die Kanäle ihre Funktion.

### Seilscheibenpfeiler
1871 wurde der Seilscheibenpfeiler errichtet, der das technische Bindeglied zwischen dem Schienennetz im Bruch und der Eisenbahnstrecke darstellte. Mit Hilfe eines Schrägaufzugs wurden die Hunte über eine 205 m lange, schräge Ebene von der 48 m tieferen Sohle des „Heinitzbruchs“ nach oben transportiert. Der Antrieb der Seilwinden erfolgte durch eine Dampfmaschine von 130 PS Leistung. Mit der Flutung des „Heinitzbruches“ 1914 endete der Betrieb dieser Anlage. Der Seilscheibenpfeiler dieses Aufzugs ist erhalten und bietet heute die Gelegenheit zu einem Rundblick über das Steinbruchgelände.

### Seilbahnumlenkstation
1953 wurde eine Seilbahn für den Tagebau errichtet, die etwa 30 Jahre lang Loren vom östlichen Teil des Tagebaus, dem damaligen „Alvenslebenbruch“, zum Zementwerk transportierte. Dieses Werk befand sich jenseits des Mühlenfließes. Eine gerade Seilbahn-Verbindung zwischen östlichem Tagebau und Zementwerk hätte ein Wohngebiet gekreuzt. Da dies auf jeden Fall vermieden werden sollte, wurde eine Umlenkstation gebaut. Deren Konstruktion musste dem enormen Zug der gespannten Drahtseile und der Last der mit Kalkstein beladenen Loren gewachsen sein.

### Schachtofenanlage
Die Schachtofenanlage wurde von 1874 bis 1967 für die Branntkalkherstellung genutzt. Sie ist ein einzigartiges Beispiel für den Übergang vom Jahrtausende altem Handwerk des Kalkbrennens zur Industrieproduktion in großen Anlagen. Um den steigenden Bedarf an Branntkalk zu bedienen, wurden zwischen 1871 und 1877 18 neue Rumfordöfen gebaut. Neu war dabei, dass sie sich paarweise gegenüberstanden und einen geringeren Querschnitt hatten. Die Beschickung konnte von einem Gleispaar aus erfolgen. Über diese Gleise wurde auch die Kohle geliefert und von oben in die Bunker der Schürebene geschüttet. Die Produktion konnte dadurch innerhalb eines Jahres von 2.700 t auf 21.900 t erhöht werden. In den Jahren zwischen den beiden Weltkriegen wurden mehrere Umbauten vorgenommen, um die Leistungsfähigkeit zu prüfen. Die zeigt sich zum Beispiel in der unterschiedlichen Höhe der Schornsteine.
Die Ofenhalle, auch „Kathedrale des Kalks“ genannt, ist Ausstellungsobjekt und Veranstaltungsraum zugleich sowie als Filmkulisse beliebt.

### Museumszoo
Der Museumszoo beherbergt landwirtschaftliche Nutztiere aus der Region.

### Ehemaliges Chemiewerk
Vom Gelände des Museumsparks nicht zugänglich, aber dennoch mit der historischen Nutzung verbunden, ist das ehemalige Chemiewerk Rüdersdorf. Der Großteil der heute vorhandenen Bausubstanz stammt aus der Zeit zwischen 1940 und 1942. Ab 1939 wurde hier aus Tonerde ein synthetisches Bauxit hergestellt, welches dann zu Aluminium verhüttet werden konnte. Nach 1945 wurden alle technische Anlagen aus den Gebäuden entfernt und in die Sowjetunion gebracht. 1949 erfolgte der Beschluss, die Hallen für Düngemittelproduktion zu nutzen. Der Name der Anlage war VEB Glühphosphatwerk Rüdersdorf. Das hier ab 1950 aus Apatit und Kieserit hergestellte Magnesiumphosphat wird auch als Glühphosphat bezeichnet. Trotz klanglicher Ähnlichkeit besteht keine Nähe zwischen Glühphosphat und dem Unkrautbekämpfungsmittel Glyphosat. Zu Beginn der 1970er Jahre wurde die Anlage auf die Produktion von Calcium-Natrium-Phosphat für die industrielle Tierhaltung umgebaut. Der Name lautete dann VEB Chemiewerk Coswig Betriebsteil Rüdersdorf. 1979 wurde das Werk in das neu gebildete VEB Kombinat Agrochemie Piesteritz eingegliedert.

## Geschichte

### Kalkbruch
1171 wurde das Kloster Zinna mit dem Gebiet südlich des heutigen Strausbergs belehnt, dessen Mönche das Feldkloster Kagel gründeten und von dort aus auch die Kolonisierung um das Gebiet Rüdersdorf voranbrachten. Der Rüdersdorfer Kalksteinabbau wurde bereits seit dem 13. Jhd. durch die Zisterzienser-Mönche betrieben, der für diese eine wichtige Einnahmequelle darstellte. Als sicheres Datum für den Beginn des Bergbaus in Rüdersdorf wird das Jahr 1254 genannt, da dies das Baujahr des Dominikanerklosters in Strausberg ist, welches teilweise aus Rüdersdorfer Kalkstein errichtet wurde. 1376 wird der Kalkbruch erstmals im Landbuch Kaiser Karls IV. erwähnt. 1547 wurde das Kloster aufgehoben und Rüdersdorf fiel an den Markgrafen von Brandenburg.
1777 gewann der König zur Leitung der Brüche den erfahrenen kursächsischen Generalbergkommissar Friedrich Anton von Heinitz (1725–1802). Er und sein Amtsnachfolger Friedrich Wilhelm Graf v. Reden (1752–1815) setzten wesentliche Verbesserungen durch, die letztlich auch die Grundlage für Preußens Aufstieg zur Industrieregion bildeten. Ihr besonderes Augenmerk in Rüdersdorf galt der Modernisierung des Kalkbrennens und der Verbesserung des Kalksteintransports, speziell die Nutzung der Wasserwege.

### Kalkabbau
Bis Anfang des 19. Jhd. wurde das Gestein mittels Abbank-Verfahren manuell aus dem Gesteinsverband gelöst. Man trieb große Eisenkeile zwischen die Kalksteinschichten, bis man große Brechstangen („Geißfüße“) ansetzen konnte. Bis zu 12 Arbeiter drückten diese nach unten, während andere gleichzeitig mit Hämmern auf die Kalksteinschichten schlugen, bis sich große Brocken lösten. Schicht für Schicht wurde so von oben nach unten abgetragen.
Ab 1804 wurde die Kalksteinlagerstätte mittels Kanälen erschlossen, sodass der Kalkstein direkt aus den Brüchen auf dem Wasserweg abtransportiert werden konnte. Mit Beginn des Abbaus unterhalb des Grundwasserspiegels ab 1870 mussten die Kanäle verdämmt werden und an der Nordseite des „Heinitzbruches“ wurde ein Schrägaufzug mit Gleisen für Eisenbahnwaggons angelegt.
Der Transport von Brennstoffen erfolgte nun mittels Waggons und auch Branntkalk und Kalkstein konnten so abtransportiert werden. Über diesen Schrägaufzug erfolgte von 1872 bis 1914 der Kalksteintransport aus dem „Reden-“ und dem „Heinitzbruch“. Nach Stillsetzung der Pumpen füllten sich die Teile der Brüche, die sich unterhalb des umgebenen Grundwasserniveaus befanden, mit Wasser; der „Heinitzsee“ entstand. Mit Stilllegung des „Reden-“ und des „Heinitzbruches“ erfolgte die Kalksteingewinnung in Rüdersdorf nur noch in dem östlich gelegenem „Alvenslebenbruch“.
Nach Flutung des „Heinitzbruches“ wurde im „Alvenslebensbruch“ ein aufwändiges Schienennetz zum Kalksteintransport angelegt, das in den 1960er und 1970er Jahren durch Gurtbandförderer abgelöst wurde.
Die Gewinnung des Kalksteins erfolgte seit 1804 mittels Bruchsturz. Das Bruchsturzverfahren zur Lösung des Kalksteins aus dem Gebirgsverband wurde erst Anfang der 1950er Jahre durch Großbohrlochsprengungen schrittweise abgelöst.

## Geologie

### Entstehung

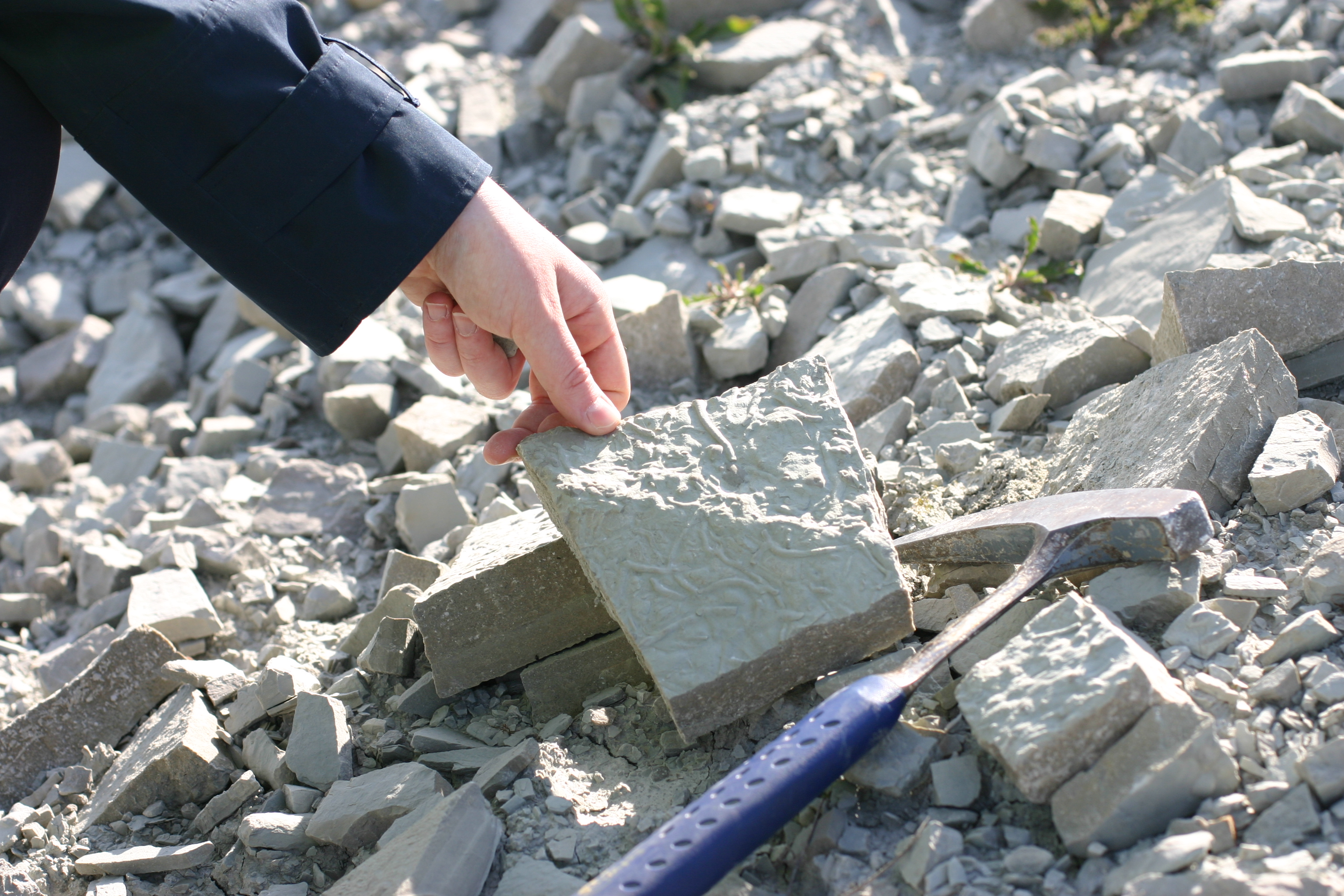
Geologische Funde in Rüdersdorf

Die Rüdersdorfer Muschelkalk-Lagerstätte resultiert aus fossilen Meeresablagerungen, die sich über einen Zeitabschnitt von ca. 9 Millionen Jahren bildeten. Beginn der Ablagerungen war während der mittleren Trias vor 246 Millionen Jahren und endete vor etwa 239 Millionen Jahren. Danach erfolgte eine Gesteinsverfestigungen durch auflagernde Schichten. Mit zunehmender Auflast begann sich das unter den Kalksteinschichten befindliche permische Zechsteinsalz zu verformen und aufzusteigen. Infolgedessen wurden alle Schichten oberhalb des Salzdiapirs ebenfalls nach oben gehoben. An den Randbereichen des Tagebaus befinden sich eiszeitliche Ablagerungen wie Sande, Kiese und Mergel.

### Einordnung
Das Gebiet um Rüdersdorf gilt als einziges Muschelkalkvorkommen der Trias-Zeit an der Erdoberfläche zwischen Mitteldeutschland und Schlesien. Seit Mitte des 19. Jahrhunderts ist dieses Gebiet erkenntnismäßiges Bindeglied zwischen dem Alpenraum (sog. Tethys-Ozean) und den ehemaligen Muschelkalk-Flachmeeren Mitteleuropas (sog. Germanisches Becken).

### Inlandeis-Theorie
Von besonderer wissenschaftlicher und historischer Bedeutung ist unter anderem der erstmalige Nachweis von eiszeitlichen Gletscherspuren auf dem Rüdersdorfer Muschelkalkfelsen. 1832 wurde erstmals durch den deutschen Geologen Albrecht Reinhard Bernhardi die Inlandeis-Theorie der Fachwelt vorgestellt, stieß zunächst jedoch auf rege Ablehnung. Bis zu diesem Zeitpunkt galt in Fachkreisen die Vorstellung, dass die oberflächlichen Gesteinsablagerungen Norddeutschlands, wie Sande und Findlinge, zwar aus Skandinavien stammen, jedoch nur durch driftende Eisschollen in diese Breitengrade gelangen konnten. Eine komplette Vergletscherung des Baltischen Raumes und Norddeutschlands galt lange Zeit als unvorstellbar.

### Otto Torell
Der schwedische Geologe Otto Martin Torell verhalf der Inlandeis-Theorie 1875 zum Durchbruch. Er erbrachte den Nachweis zur Theorie einer weitflächigen Vereisung Mitteleuropas als Teil der skandinavischen Gletscher anhand von Gletscherschrammen. Diese Schrammen auf dem Rüdersdorfer Kalkstein festigten die These von Torell, dass die Gletscher als zusammenhängende gigantische Eismasse von Skandinavien bis weit in den Norddeutschen Raum reichten. Später zum Ende des 20. Jhd. hin wurden noch andere Spuren der Eiszeit in den Rüdersdorfer Kalkbergen entdeckt und erforscht. So die Gletschertöpfe („Strudellöcher“) und Erosionsschluchten, die durch das Schmelzen des Gletschereises im Muschelkalk entstanden.